# Piet Raijmakers
Petrus Josephus ("Piet") Raijmakers (Asten, 29 de setembro de 1956) é um ginete de elite holandês, especialista em saltos, campeão olímpico. 

## Carreira
Piet Raijmakers representou seu país nos Jogos Olímpicos de 1992, na qual conquistou a medalha de ouro nos saltos por equipes em 1992 e prata no individual.